# Blue Drop
Blue Drop (ブルー ドロップ Burū Doroppu?,  lit. Gota azul) es un manga japonés yuri de ciencia ficción creado por Akihito Yoshitomi. Consta de cinco capítulos que fueron publicados en la revista manga shōnen Dengeki Comic Gao! desde junio de 2004 hasta diciembre de 2005, y que posteriormente fueron recogidos en un único volumen. En 2007 Yoshitomi comenzó a trabajar en un nuevo manga de Blue Drop titulado Blue Drop: Tenshi no Bokura (BLUE DROP ～天使の僕ら～?), que fue serializado en la revista manga Champion Red entre el 18 de febrero de 2007 y el 19 de enero de 2008. Una serie de anime de Blue Drop fue dirigida por Masahiko Ohkura y producida por Asahi Production y BeSTACK, emitiéndose en Japón entre el 2 de octubre de 2007 y el 25 de diciembre de 2007 bajo el título de Blue Drop: Tenshitachi no Gikyoku (BLUE DROP ～天使達の戯曲～?).
Todas las historias de Blue Drop se centran en la guerra entre la humanidad y las Arume (アルメ?), una raza alienígena compuesta exclusivamente de mujeres. Las dos series manga tienen lugar después de la guerra, mientras que el anime tiene lugar antes de que empiece. Las dos series manga muestran cierto grado de contenido sexual, siendo la segunda serie más explícita que la original.

## Argumento
La guerra contra las Arume tiene lugar de 2000 a 2008, y acaba con las alienígenas ganando el conflicto. En 2009 las alienígenas toman el control del gobierno japonés, lo que proporciona el contexto de las líneas argumentales de Blue Drop.

### Manga
El factor decisivo de la victoria de las Arume es el uso de armas biológicas y de una versión modificada de un juguete alienígena llamado Emiru Force (エミル フォース Emiru Fōsu?). Con el paso de los años, los restos de este armamento se han convertido en peligrosas criaturas que el gobierno (dirigido por alienígenas) debe atajar. Esta es la premisa principal en la que se basa el manga original de Blue Drop, que se sitúa unos mil años después de que acabara la guerra. El ejército utiliza una vacuna experimental que otorga habilidades especiales a los niños durante un período concreto. Durante este periodo, el ejército les obliga a enfrentarse a los restos del armamento, una acción que suele terminar con la muerte del niño. La mayoría de los capítulos relatan el conflicto entre el ejército y la resistencia, que intenta salvar a aquellos que han recibido la vacuna, y las relaciones entre todos los implicados. Además, la historia proporciona las características y tipo de conducta de las alienígenas: todas tienen ojos azules y su sangre se vuelve blanca como la leche cuando entra en contacto con el aire. No obstante, sus principales características son por un lado su género, pues todas son mujeres, y su orientación sexual, ya que son todas lesbianas.
La conducta sexual de las alienígenas se trata de manera destacada (y explícita) en el manga Blue Drop: Tenshi no Bokura, que muestra sus consecuencias en la estructura social humana. Este manga también relata los primeros experimentos en humanos realizados por las alienígenas; en concreto los experimentos de cambio de sexo. Tiene lugar un año después de la guerra, y se centra en la relación entre Shōta, un estudiante corriente de secundaria, y Kenzō, el antiguo mejor amigo de Shōta que ha sido convertido en una chica por las alienígenas.

### Anime
A diferencia de las dos series manga, la serie de anime Blue Drop: Tenshitachi no Gikyoku se sitúa antes del comienzo de la guerra. El argumento comienza en 1999, con Mari Wakatake siendo transferida a un internado para chicas llamado Academia Kaihō (海凰学園 Kaihō Gakuen?). Mari esconde un pasado trágico: cuatro años antes de su llegada a la Kaihō, todos los habitantes de la isla en la que vivía murieron en una noche. Mari fue la única superviviente, pero perdió toda la memoria anterior a ese momento.
En la academia Mari conoce a Hagino Senkōji, la ídolo del colegio y delegada de la clase. Aunque se presenta a Hagino como una persona tranquila y dueña de sí misma, cuando le da la mano a Mari pierde el control e intenta estrangularla. A partir de entonces, Mari se debate entre la furia y su atracción por Hagino, quien pretende que nada ha pasado.
Aunque Mari no lo sepa, Hagino es en realidad la comandante de la nave de combate alienígena llamada Blue, que es la avanzadilla de la invasión a la Tierra. El incidente en la isla en la que Mari vivía ocurrió cuando la tripulación de la nave y los habitantes de la isla se mataron los unos a los otros. Blue sufrió averías graves y fue escondida, y Hagino se infiltró en la sociedad humana para continuar su investigación. 
La historia se centra en la relación entre Mari y Hagino; cuando Mari comienza a abrirse más al mundo, Hagino, que ha estado viviendo una doble vida, poco a poco comienza a cuestionarse su misión. Mientras la invasión y la guerra se van acercando sin que nadie se de cuenta, ellas comienzan a comprenderse la una a la otra.